# Вудленд-Гіллс (Кентуккі)
Вудленд-Гіллс (англ. Woodland Hills) — місто (англ. city) в США, в окрузі Джефферсон штату Кентуккі. Населення — 736 осіб (2020).

## Географія
Вудленд-Гіллс розташований за координатами 38°14′21″ пн. ш. 85°31′47″ зх. д. / 38.23917° пн. ш. 85.52972° зх. д. (38.239260, -85.529764).  За даними Бюро перепису населення США в 2010 році місто мало площу 0,55 км², з яких 0,55 км² — суходіл та 0,00 км² — водойми.

## Демографія
Згідно з переписом 2010 року, у місті мешкало 696 осіб у 282 домогосподарствах у складі 190 родин. Густота населення становила 1275 осіб/км².  Було 294 помешкання (538/км²).
Расовий склад населення:
| - 93,4 % — білих - 4,3 % — чорних або афроамериканців - 1,0 % — азіатів - 0,4 % — корінних американців |

До двох чи більше рас належало 0,9 %. Частка іспаномовних становила 1,1 % від усіх жителів.
За віковим діапазоном населення розподілялося таким чином: 24,7 % — особи молодші 18 років, 55,0 % — особи у віці 18—64 років, 20,3 % — особи у віці 65 років та старші. Медіана віку мешканця становила 40,4 року. На 100 осіб жіночої статі у місті припадало 97,7 чоловіків;  на 100 жінок у віці від 18 років та старших — 93,4 чоловіків також старших 18 років.
Середній дохід на одне домашнє господарство  становив 69 087 доларів США (медіана — 67 604), а середній дохід на одну сім'ю — 74 996 доларів (медіана — 74 167). За межею бідності перебувало 1,7 % осіб, у тому числі 2,2 % дітей у віці до 18 років та 2,5 % осіб у віці 65 років та старших.
Цивільне працевлаштоване населення становило 374 особи. Основні галузі зайнятості: освіта, охорона здоров'я та соціальна допомога — 25,4 %, науковці, спеціалісти, менеджери — 14,2 %, будівництво — 8,6 %, фінанси, страхування та нерухомість — 8,0 %.